# Бондаренко Максим Васильович
Бондаренко Максим Васильович (* 20 січня 1990) — український футболіст, півзахисник.
Вихованець кримського футболу, у ДЮФЛ виступав за сімферопольське УОР. Перейшов до «Десни» з першолігового клубу «Кримтеплиця» 1 квітня 2009 року.